# Eishockey in Kroatien

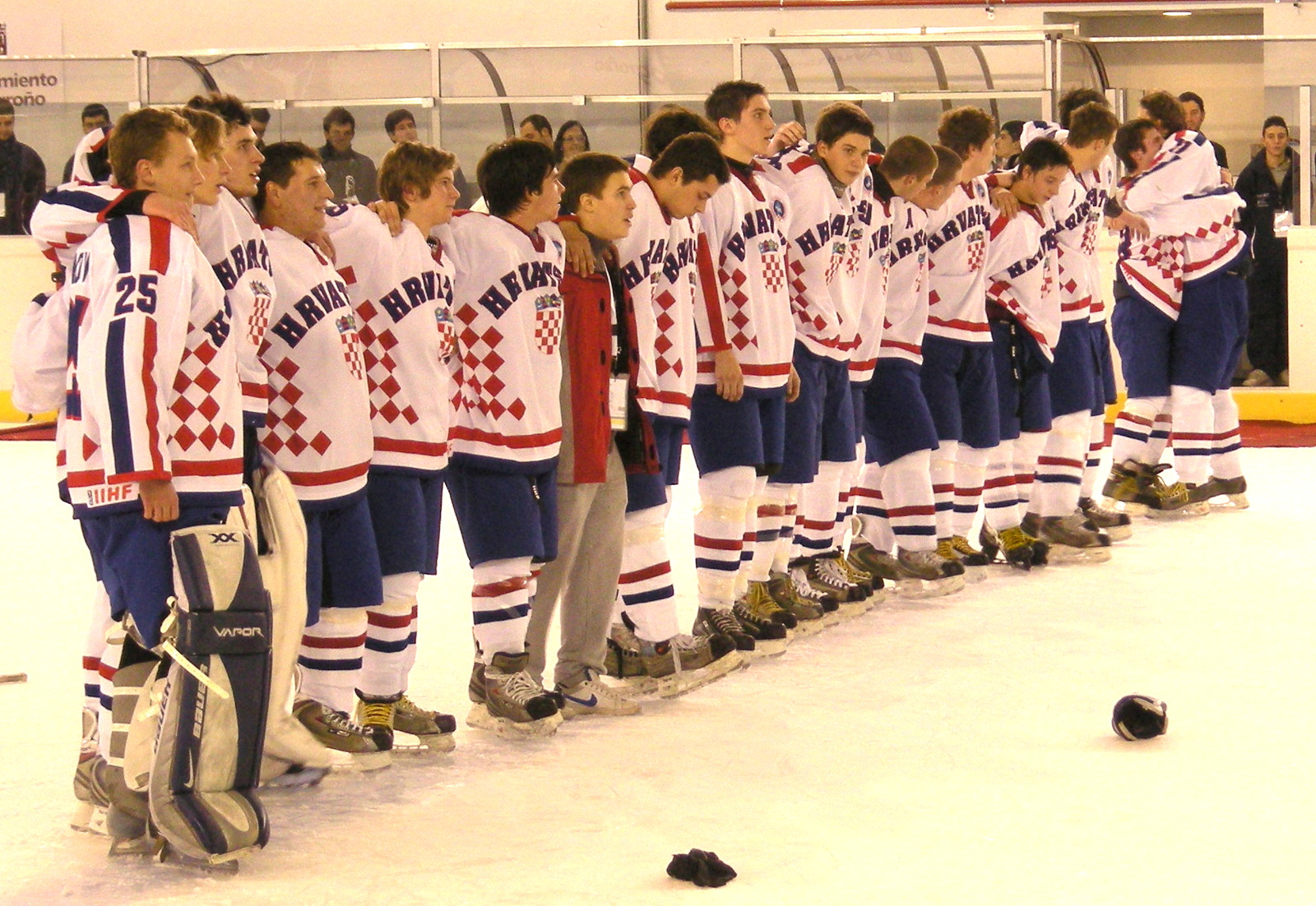
Die kroatische Eishockey-U20-Nationalmannschaft

Eishockey zählt in Kroatien nicht zu den „traditionellen“ Sportarten, wie zum Beispiel Fußball, Handball, Basketball oder Tennis, sondern erfüllt ein Nischendasein.

## Geschichte

### Anfänge des Eishockeys in Kroatien
Am 9. Dezember 1935 wurden die Verbände des Eiskunstlaufs und Eishockeys von Zagreb gegründet. Die Sportart Eishockey war schon 30 Jahre früher im Gebiet des heutigen Kroatiens bekannt gewesen.
Die ersten Eishockeyspiele wurden zwischen dem HAŠK (Kroatischer Sportverein der Akademiker) und den Ersten Kroatischen Sportfreunden (PHSD) in der Winterzeit 1916 in Zagreb ausgetragen. 1922 wurde ein Wintersportverband in Zagreb gegründet, indem die Sportarten des Eiskunstlaufs, Eishockeys und Skifahrens angeboten und gefördert wurden. Das erste Eishockeyspiel nach kanadischen Eishockeyregeln fand am 3. Februar 1924 zwischen HAŠK und der Zagreber Eiskunstlaufgemeinschaft statt. Das Endergebnis lautete 4:1 für den Kroatischen Sportverein der Akademiker (HAŠK). 1930 wurden vier Eishockeyklubs in Kroatien gegründet, jedoch als Untersektionen der folgenden, kroatischen Sportgemeinschaften: in der „Marathon“-Sportgemeinschaft, „Cocordia“-Sportgemeinschaft, der Karlovac-Sportsvereinigung, 1931 in der aus Sisak stammenden Sportgemeinschaft „Slavija“ und 1935 in der Sportgemeinschaft Varaždin. 1938 wurde die erste Eishockeymeisterschaft in der kroatischen Banovina ausgetragen. Daran nahmen die Eishockeyklubs aus Zagreb, Sisak, Karlovac und Varaždin teil.

### In Zeiten Jugoslawiens
Als Blütezeit des kroatischen Eishockeysport wird die Zeit nach dem Zweiten Weltkrieg angesehen und mit Dragutin Fridrich in Verbindung gebracht. Fridrich gründete 1946 den Zagreber Eishockeyklub „Mladost“ (Jugend). Der Klub gewann 1946 und 1949 die gesamtjugoslawische Eishockeymeisterschaft. 1947 wurde in Zagreb der HK Zagreb gegründet. Dieser Eishockeyklub gewann 1956 die kroatische Eishockeymeisterschaft, die neben den gesamtjugoslawischen Eishockeymeisterschaften ausgetragen wurde.
1953 wurde in Belgrad zu Eishockeyspielen das erste Kunsteis eingesetzt und war für Eishockeyspiele und andere Eissportarten ganzjährig, unabhängig von der Winterzeit verfügbar. Dieses hatte zur Folge, dass qualitative kroatische Eishockeyprofispieler nach Belgrad wechselten.
Anfang der 1960er Jahre waren die finanziellen Mittel für den Eishockeysport im kroatischen Teil Jugoslawiens knapp geworden. Dadurch fusionierten zum Beispiel der Eishockeyklub HK Zagreb mit dem neu gegründeten Eishockeyverein Medveščaka aus Zagreb. Unter dem neuen Vereinsnamen HK Medveščak Zagreb, nahm dieser an Eishockeywettbewerben teil. In dieser Zeit wurde in Zagreb zum ersten Mal bei Eishockeyspielen Kunsteis verwendet. Dieser Umstand führte zu besseren und qualitätsvolleren Trainings- und Ausbildungsbedingungen für den Eishockeysport in Kroatien.
1966 erhielt Zagreb die Organisation der Eishockeyweltmeisterschaft der B-Gruppe zugeteilt. Nach der Fertigstellung des Dom sportova 1971 in Zagreb, erhielt der kroatische Eishockeysport zudem eine weitere Eishockey Trainings- und Ausbildungsstätte. 1984 wurde der eigene Kroatische Eishockeyverband gegründet.
Zwischen 1988 und 1990 wurde der wieder gegründete Eishockeyklub HK Zagreb drei Mal gesamtjugoslawischer Eishockeymeister und gewann dazu insgesamt vier gesamtjugoslawische Eishockeypokalendspiele. Neben diesem kroatischen Eishockeyklub spielte der HK Medveščak Zagreb gegen die besten slowenischen und serbischen Eishockeyklubs: HK Jesenice und HDD Olimpija Ljubljana, HK Partizan Belgrad und HK Roter Stern Belgrad in der gesamtjugoslawischen Eishockeyliga Saisonspiele.
Die zweite Hälfte der 1980er Jahre gilt für den gesamt-jugoslawischen Eishockeysport in der damaligen SFRJ als „Goldenes Zeitalter“. In dieser Zeit wechselten aus den zwei besten Eishockeyvereinen Sloweniens, des HK Jesenice und HDD Olimpija Ljubljana Spieler in die serbischen Eishockeyvereine von Crvena Zvezda und Partizan Belgrad. Zudem wurden Spieler aus den USA und Kanada und anderen europäischen Eishockeynationen in Ex-Jugoslawien unter Vertrag genommen.

### Erneute Souveränität Kroatiens
Nach dem Zerfall des Gesamtjugoslawischen Eishockeyverbands trennte sich der Kroatische Eishockeyverband 1991, zugleich war es das Unabhängigkeitsjahr des Landes. Seit dem 6. Mai 1992 ist die kroatische Eishockeynationalmannschaft offizielles Mitglied des Eishockeyweltverbandes IIHF. Im Jahr 2005 beging der Kroatische Eishockeyverband sein insgesamt 70-jähriges Bestehen.

## Mannschaften
In Kroatien nehmen insgesamt sieben Profimannschaften am Spielbetrieb der Eishockeymeisterschaft teil. Diese sind KHL Medveščak Zagreb, KHL Mladost Zagreb, HK INA Sisak, HK Šalata Stars, SD HAŠK Zagreb, KHL Zagreb und HK Varaždin. Die bekanntesten Eishockeyvereine in Kroatien sind die in Zagreb beheimateten Klubs KHL Medveščak, KHL Mladost und KHL. Zudem sind 15 Eishockeyschiedsrichter mit der Leitung der Eishockeyspiele beauftragt.

## Austragungsorte
Für die Austragung der kroatischen Eishockeyligaspiele stehen in Kroatien zwei Eishockeyhallen (eine davon ist die Multifunktionshalle Dom sportova) und drei bespielbare Eishockeyfelder ohne Überdachung zur Verfügung.